# 钱引安
钱引安（1964年11月—），陕西西安人。男，汉族。1983年8月参加工作，1987年3月加入中国共产党。西安市农业学校毕业，中共陕西省委党校经济管理专业毕业，西北大学经济管理学院硕士。曾任中共陕西省委常委、省委秘书长。
1980年8月，在西安市农业学校学习。1983年8月，在西安市灞桥区新合乡工作。1989年3月，任新合乡副乡长。1992年5月，任新合乡乡长。1994年5月，任灞桥区洪庆镇镇长。1994年8月，任灞桥区洪庆街道办事处主任（其间：1992年7月至1995年12月，在省委党校经济管理专业学习）。1996年11月，任灞桥区洪庆街道党委书记。1998年11月，任中共灞桥区委常委、区人民政府副区长（其间：1996年9月至1999年7月，在西北大学经济管理学院政治经济学专业学习）。2000年3月，任中共长安县委副书记、县人民政府县长。
2002年9月，任中共西安市长安区委副书记、区人民政府区长。2003年1月，任中共长安区委书记。2007年3月，任中共雁塔区委书记。2009年12月，任西安市人民政府副市长。2013年12月，任中共宝鸡市委副书记，市人民政府党组书记、代市长（2014年2月当选市长）。2015年11月，任中共宝鸡市委书记。
2017年5月，任中共陕西省委常委、省委秘书长。2018年11月1日，涉嫌严重违纪违法，接受中央纪委纪律审查和国家监委监察调查。《北京青年报》同日报道，钱引安2002年在西安市长安区任职时提出“新长安战略”。它与正在整治中的秦岭违规别墅关系微妙。也是在2003年钱引安任职长安区委书记期间，秦岭北麓的违建别墅开建。2019年4月29日被开除党籍、开除公职、移送检察机关依法审查起诉。2019年8月8日，广州市人民检察院起诉指控，2001年至2017年，被告人钱引安利用担任陕西省长安县县长、西安市长安区区长、中共西安市长安区委书记、中共西安市雁塔区委书记、西安市副市长、宝鸡市市长、中共宝鸡市委书记等职务上的便利以及职权、地位形成的便利条件，为相关单位和个人在项目承揽、工程推进、职务晋升等事项上提供帮助，非法收受他人财物折合人民币共计6313万余元。。
2019年12月10日，广东省广州市中级人民法院一审宣判，对被告人钱引安以受贿罪判处有期徒刑14年，并处罚金人民币500万元；对钱引安受贿所得赃款及其孳息予以追缴，上缴国库。钱引安当庭表示服从判决，不上诉。